# Hygge
Hygge, (en danès /hykə/ o /ˈhyɡ̊ə/; en noruec: /hŷɡːə/) és una paraula noruega i danesa que es refereix a un sentiment de benestar, un ambient alegre i un ambient íntim i càlid. Hygge és un estat d'ànim positiu procurat per un temps considerat reconfortant, agradable i fàcil d'utilitzar, traduïble com una mescla d'acollidor i de benestar, en el fet d'estar en una situació en què et sents còmode, relaxat i lliure. És un concepte molt arrelat entre la societat nòrdica que s'aplica a tots els àmbits de la vida (a la feina, a casa, amb els amics...).
Aquest terme s'utilitza principalment als països nòrdics, sobretot als països que formaven l'antic Regne de Dinamarca i Noruega.

## Orígens
La paraula hygge és una paraula d'origen noruec que va aparèixer a Dinamarca cap a l'edat mitjana. Segons l'expert lingüístic Ole Lauridsen, la paraula hygge al principi va significar "pensar" en nòrdic antic. El significat d'aquesta paraula va evolucionar fins a convertir-se llavors en "pensament madur".
És al segle xix que la paraula hygge rep el significat que té avui en dia. Dinamarca passa aleshores per un període difícil i veu empetitir a poc a poc el seu imperi. En 1807 i després de la seva aliança amb Napoleó, Copenhaguen és bombardejada per Anglaterra. A continuació vindrà l'annexió de Noruega, llavors propietat de Dinamarca, per Suècia (Tractat de Kiel) i en 1864 el trapsàs dels ducats de Schleswig, Holstein i Lauenburg als imperis d'Àustria i Prússia.
Després d'un segle, en què el regne de Dinamarca ha perdut gran part del seu territori, "els danesos van començar a identificar-se amb la petitesa". És en aquest context de les derrotes militars que els danesos van començar a atorgar gran importància a la paraula hygge. El hygge és "la sensació que un està segur, fora del món, i pot abaixar la guàrdia", va escriure Meik Wiking, director de l'Institut de Recerca sobre la felicitat a Copenhaguen. Es tracta sobretot d'una "estratègia de supervivència".

## Definició actual
Hygge, avui, segurament es pot considerar com una actitud vital que permet mantenir-se positiu durant els llargs i freds hiverns de Dinamarca, on els dies són curts i les nits molt llargues. Però també és, i sobretot, una filosofia, un art de viure i un optimisme quotidià. Hygge és un sentiment de benestar vinculat a un ambient agradable i càlid. Així, un ambient, una decoració, un lloc, un esdeveniment, una activitat es pot caracteritzar pel terme hygge (o hyggeligt, l'adjectiu de la paraula hygge).
Hygge presenta una altra concepció de la felicitat. Una concepció no materialista. És, de fet, apreciar els petits moments de la vida quotidiana i aprendre a valorar-los. Hygge és un concepte que convida a gaudir del plaer de les coses petites com sopar amb amics, un moment amb la família, prendre xocolata calenta mentre s'escolta la pluja, seure vora el foc, etc.

## Traducció
El sentiment definit per hygge és un sentiment que tots coneixem. És un sentiment de confort i seguretat proporcionat pels esdeveniments quotidians. Els danesos simplement han trobat una paraula per apreciar millor i prestar atenció a aquests petits moments, que no obstant això estan presents en totes les cultures.
Algunes cultures tenen equivalents més o menys aproximats al terme hygge. Els conceptes gezellig holandès, koselig noruec, mysig suec s'aproximen al concepte danès hygge. D'altra banda, cosy anglès, Gemütlichkeit alemany, cocooning anglès, que signifiquen "agradable" només tradueixen parcialment aquest concepte, per exemple, un entorn.